# Oberglogauer Zeitung
Die Oberglogauer Zeitung war eine 1889 gegründete regionale Zeitung aus Oberglogau.

## Geschichte
Im Jahre 1889 erwarb der Drucker Emil Radek aus Cosel eine Druckerei von Arnold Kukutsch in Oberglogau.
Im gleichen Jahr wurde am 1. Oktober die erste Ausgabe der „Oberglogauer Zeitung“ herausgegeben, die zweimal in der Woche erscheinen sollte. Sie wurde anfangs wegen ihres Formates kritisiert, das mit 29 cm × 40 cm ungewöhnlich groß war. Die Zeitung enthielt Informationen aus den Bereichen Heimat, Kirche und Vaterland.
Im Jahre 1925, nach dem Tod von Emil Radek, führte seine Frau Elisabeth mit Hilfe von Otto Radek das Verlags- und Druckgewerbe fort. Fünf Jahre später, 1930, übernahm Klaus Radek, der Sohn von Emil Radek, das Geschäft. Als Besitzer eines umfangreichen Druck- und Verlagshaus war der Oberglogauer sehr angesehen.
Die Oberglogauer Zeitung wurde bis zum Jahr 1945 veröffentlicht und hatte viele Leser. In den Jahren 1928–1945 erschien sie dreimal pro Woche und erhöhte stetig ihre Auflage. Diese erreichte im Jahr 1939 mit 3.165 Exemplaren ihren Höhepunkt. Zu diesem Zeitpunkt hatte die Zeitung acht Beilagen, durch die Vertreter der verschiedenen gesellschaftlichen Gruppen wie etwa Landwirte, Lehrer und Hausfrauen angesprochen wurden. So wurde der Teil „Aus dem oberglogauer Lande“ unter anderem von Lehrern redaktionell betreut waren, wie die Schulleiter Josef Strecke und Alfred Kosian, die sich um die oberglogauer Kultur verdient gemacht hatten.